# Неллим
Не́ллим (фин. Nellim, инари-саам. Njellim, колтта-саам. Njeäʹllem) — посёлок в общине Инари в финской провинции Лаппи. Туристический центр.
Неллим называют «деревней трёх культур». Жители деревни в большинстве — саамы-инари, кольские саамы и финны. Деревня является местом встречи восточной и западной Саамской культуры.

## Географическое положение
Посёлок расположен близ озера Инари (Инариярви), в 42 км к северо-востоку от города Ивало и в 9 км от границы с Россией. Ближайший к посёлку крупный туристический центр финской Лапландии — Саариселькя.

## История
Неллим, как и большинство других населённых пунктов финской Лапландии, был полностью сожжён во время Лапландской войны (1944—1945) германскими войсками, отступавшими в сторону Норвегии.

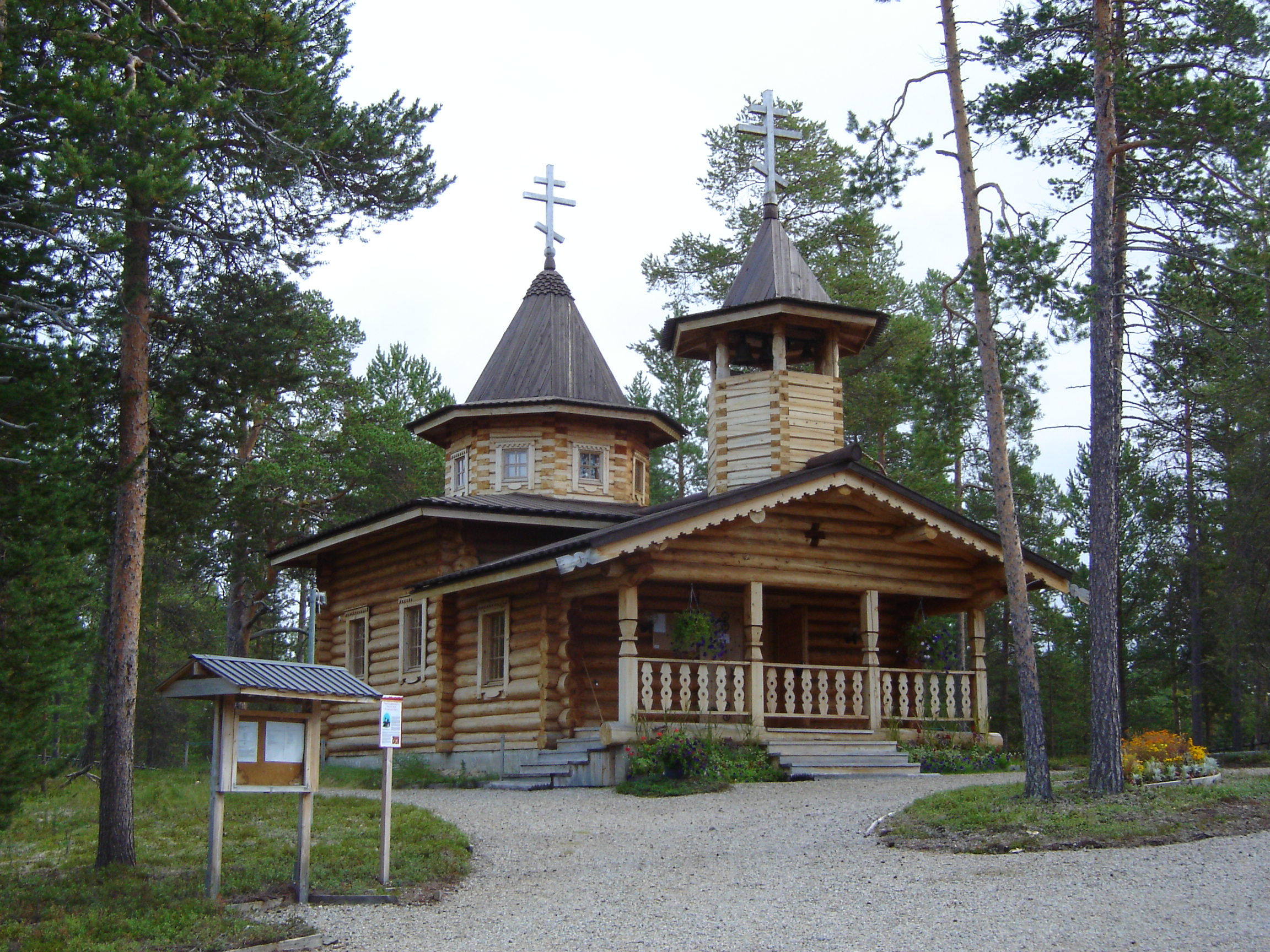
Православная церковь в Неллиме

В 1987 году в посёлке по проекту Сеппо Латвала был построен деревянный православный храм в честь Святой Троицы и Трифона Печенгского.
Ближайшим к посёлку аэропортом является самый северный в Финляндии аэропорт «Ивало».
Из ближайших туристических объектов Севера Финляндии — город Ивало, посёлки Райа-Йоосеппи и расположенный близ него национальный парк Урхо Кекконен, а также Севеттиярви и речные пороги реки Ивалойоки.
Важную роль в жизни местного населения играют оленеводство, рыболовство и лесоводство.